# Sociedad de Productores de Fonogramas
Die Sociedad de Productores de Fonogramas, kurz SOPROFON, ist eine Vereinigung der ecuadorianischen und internationalen in Ecuador vertretenen Tonträger-Herstellern zur Präsentation der dortigen Musikindustrie und Piraterie-Bekämpfung im südamerikanischen Land. Die Organisation ist Mitglied der International Federation of the Phonographic Industry.

## Verleihungsgrenzen der Tonträgerauszeichnungen
| Auszeichnung | bis 31. Dezember 2006 | seit 1. Januar 2007 |
| ------------ | --------------------- | ------------------- |
| Gold         | 7.500                 | 3.000               |
| Platin       | 15.000                | 6.000               |
| 2× Platin    | 30.000                | 12.000              |
| …            |                       |                     |

Die Vergaberegeln richten sich nach dem Datum der Erstveröffentlichung. Die Auszeichnungen richten sich nach Verkäufen (sales).